# Дунгхе (кратер)
Вижте пояснителната страница за други значения на Дунгхе.
Дунгхе (на английски: Dunghe) е ударен кратер на планетата Венера. Той е с диаметър 5,5 km и носи калмикското женско име.